# Euproctis vacillans
Euproctis vacillans är en fjärilsart som beskrevs av Walker 1855. Euproctis vacillans ingår i släktet Euproctis och familjen tofsspinnare. Inga underarter finns listade i Catalogue of Life.